# Pucaya pulchra
Pucaya pulchra är en skalbaggsart som beskrevs av Gilbert John Arrow 1911. Pucaya pulchra ingår i släktet Pucaya och familjen Dynastidae. Inga underarter finns listade i Catalogue of Life.